# Раммахгау
Раммахгау (нем. Rammachgau), также Раммагау — гау на юге Германии в современном Баден-Вюртемберге. Раммахгау находилась в северной части Верхней Швабии.

## Происхождение и название

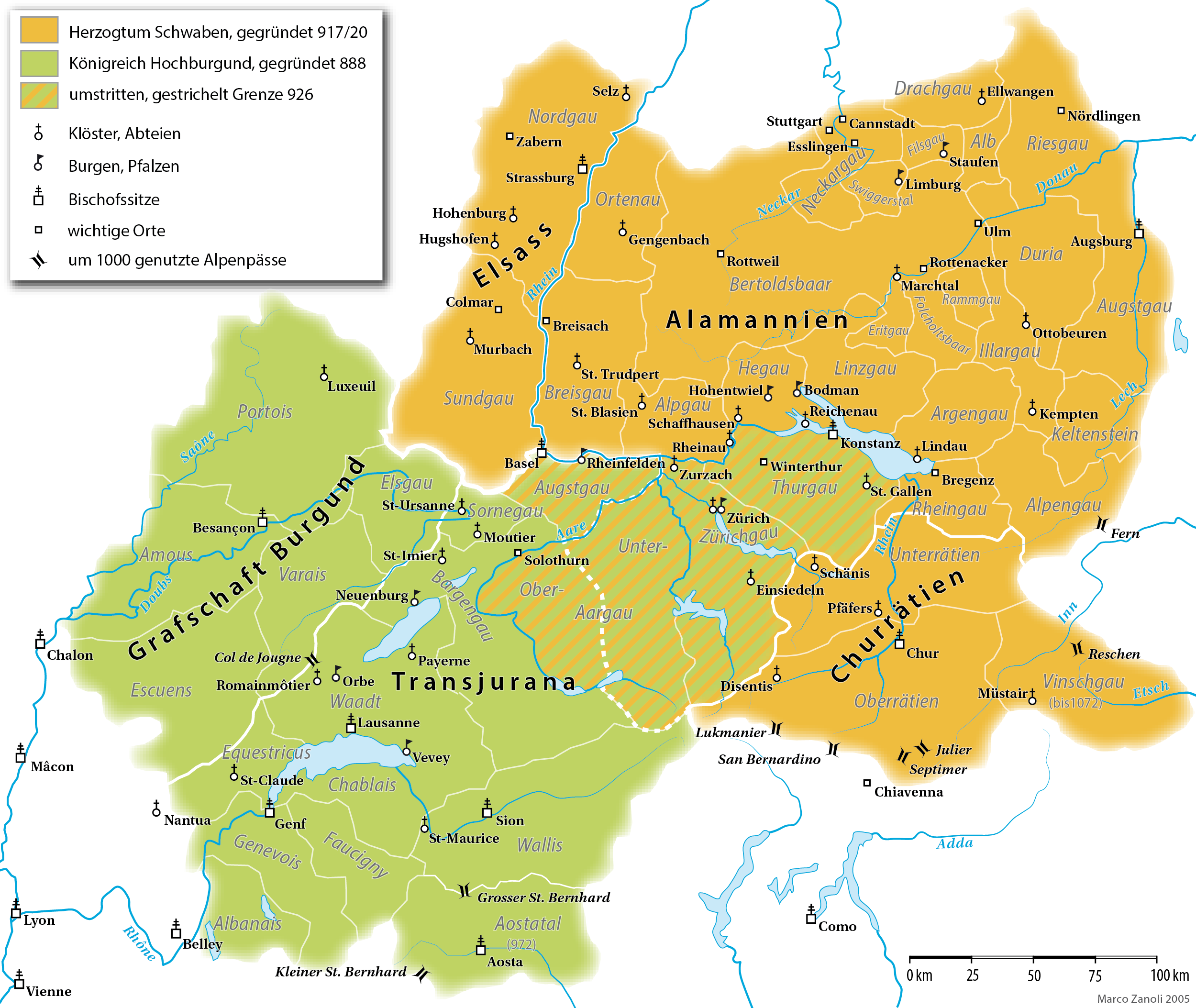
Алемания (оранжевым) и Верхняя Бургундия (зеленым) около 1000 г. н.э., расположение Раммахгау показано как «Раммгау»

После того, как сопротивление аламанских дворян франкскому правлению было преодолено в 746 году, герцогство аламанов было административно включено в королевство франков, созданы франкские административные единицы. Франки использовали термин гау для обозначения политико-географического разделения внутри Франкского королевства. Термин гау часто был добавочным к отличительному географическому названию места. Одним из таких административных единиц была Раммахгау. Название этой административной единицы происходит от названия реки или ее части, называемой Раммах. Название реки позже было утеряно. В современных документах эта административная единица упоминается как Rammackeuui (778), Rammekevve (894), Rammichgowe (ок. 1070) и Rammechgowe (1099).
Было высказано предположение, что Раммахгау, вместе с Нибельгау и Иллергау, принадлежала к более крупной административной единице под названием Пагус Дурия в период правления Каролингов.
Падение династии Гогенштауфенов и одновременное ослабление централизованной власти в XIII-м веке дали местному дворянству возможность увеличить свою независимость от центральной власти. Следовательно, различные местные правители установили свою власть в Раммахгау, что сделало устаревшими старые административные единицы, считающиеся представителями центральной власти.

## Экспансия
Раммахгау простиралась с юга в Альтеиме, Лангеншеммерне и Оксенхаузене, на север в Хюттисхайме и Делльмензингене, с запада в Ингеркингене на восток в Бургридене. Раммахгау граничила на юге с Хайстергау, на востоке с Иллергау и на западе с Руадольтешунтаре. На севере Раммахгау граничит с территорией Иллергау, а также с Руадолтешунтаре.
Район расселения в Раммахгау был отмечен естественными границами, за исключением севера. Все населенные пункты были в долинах рек Рис, Роттум и Рот или в непосредственной близости от них. Границы были отмечены большими лесами на холмах, окружающих реки, или заболоченными участками, непригодными для сельского хозяйства.
Административным центром Раммахгау был Лаупхайм.